# Team (együttes)
A Team 1980-ban alakult szlovák rockegyüttes.

## Tagok
- Pavol Habera (ének)
- Dušan Antalík (gitár)
- Milan Dočekal (billentyűs hangszerek, háttérvokál)
- Ivan Válek (dob)
- Ivan Marček (dob)
- Juraj Tatár (billentyűs hangszerek)
- Bohus Kantor (billentyűs hangszerek)
- Roman Révai (ének)

## Lemezeik
- Team (OPUS, 1988)
- Ora Team' / Team en Esperanto (1989)
- Team 2 – Prichytený pri živote (OPUS, 1989)
- Team 3 (OPUS & Tommü Records, 1990)
- Team 4 (Tommü Records, 1991)
- Team 5 (Tommü Records, 1993)
- Team – Hity (Music 42, 1994, válogatás)
- Team 6 – Voľná zóna (ENA Production, 1996)
- Best of Team (1997, válogatás)
- Team 7 – 7edem (FORZA, 2000)
- Team – Zlaté hity (Tommü Records, 2000, válogatás)
- Team 8 – Mám na teba chuť :-) (Universal Music, 2002)
- Best of – Piesne o láske (2002, válogatás)
- Team – Live in Praha (Interkoncerts Praha, 2003)
- Team X (Universal Music, 2004)
- Best Of 1988-2005 (2005, válogatás)

## Külső hivatkozások
- A Team hivatalos honlapja
- A Team a MusicBrainz oldalán